# Wild Dances
Wild Dances – utwór ukraińskiej wokalistki Rusłany Łyżyczko napisany przez samą artystkę we współpracy z Ołeksandrem Ksenofontowem, nagrany oraz wydany w 2004 roku, umieszczony na jej szóstej płycie studyjnej o tym samym tytule.
Utwór wygrał 49. Konkurs Piosenki Eurowizji organizowany w Stambule w 2004 roku. Po finale konkursu singiel dotarł na pierwsze miejsce list przebojów na Ukrainie, w Grecji i belgijskiej Flandrii, gdzie utrzymał się przez kolejne dziesięć tygodni oraz zdobył status złotej płyty za osiągnięcie wyniku ponad 25 tys. sprzedanych egzemplarzy.
Utwór został wykorzystany w oficjalnej ścieżce dźwiękowej gry Grand Theft Auto IV z 2008 roku.
W 2011 roku amerykańska gimnastyczka artystyczna Jordyn Wieber wykorzystała piosenkę do swojego pokazu podczas Mistrzostw Świata w Gimnastyce Artystycznej organizowanych w Seulu. W kolejnym roku zawodniczka użyła piosenki do swojej prezentacji konkursowej w trakcie Letnich Igrzysk Olimpijskich w Londynie, zdobywając ostatecznie złoty medal w swojej kategorii.

## Historia utworu

### Nagrywanie
Utwór został skomponowany w 2004 roku przez Rusłanę Łyżyczko i jej męża Ołeksandra Ksenofontowa, którzy byli odpowiedzialni także za realizację nagrań i miksowanie całości. Wraz z Ksenofontowem tekst piosenki napisali Fayney, Jamie Maher i Sherena Dugani, natomiast aranżację współtworzył DJ Nekrasoff. Mastering singla wykonał Ryan Smith. Jak przyznała sama Łyżyczko, utwór zawiera elementy muzyki rockowej, współczesnej muzyki tanecznej oraz górskich rytmów, natomiast stworzyła go, aby nieść ludziom energię.
W lipcu została nagrana nowa wersja singla z gościnnym udziałem orkiestry symfonicznej. Sesja nagraniowa odbyła się w Cosmos Studio w Sztokholmie. Kilka tygodni później powstała ukraińskojęzyczna wersja piosenki nagrana we współpracy z tureckim zespołem Harem.
W 2006 roku wietnamska wokalistka Hồ Quỳnh Hương nagrała wietnamskojęzyczną wersję utworu – „Vũ điệu hoang dã”.

### Teledysk

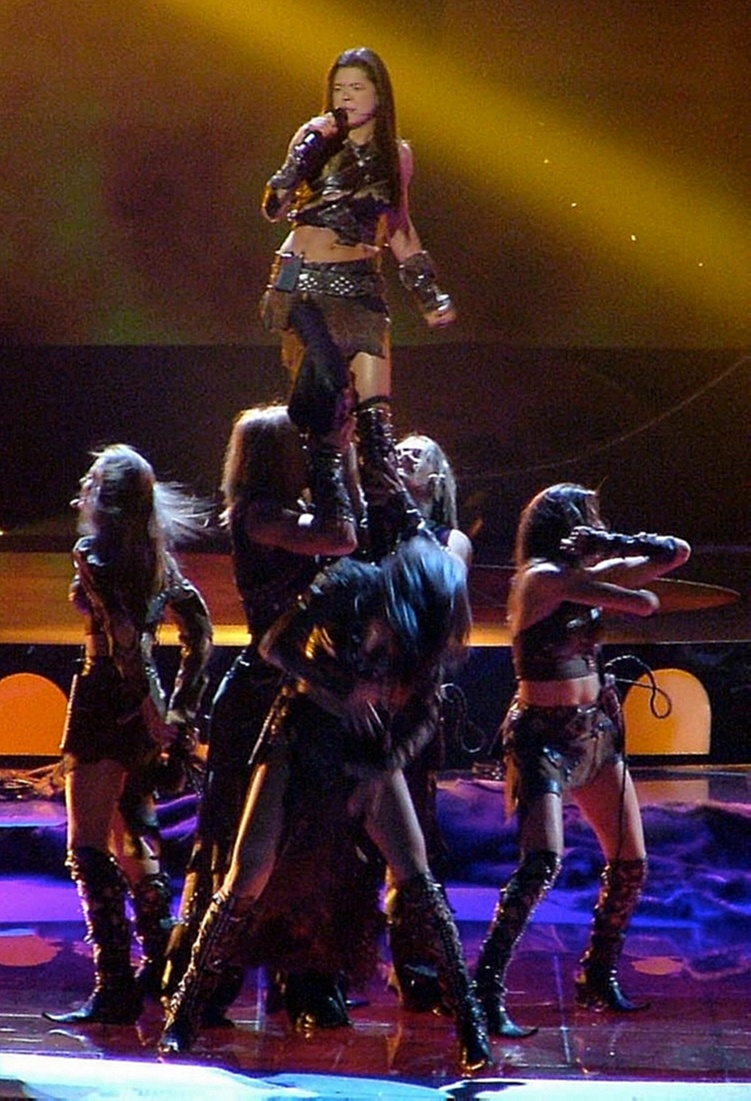
Łyżyczko podczas wykonania utworu w finale 49. Konkursu Piosenki Eurowizji w 2004 roku

Oficjalny teledysk do singla został nakręcony w lutym 2004 roku na terenie Karpat przy użyciu innowacyjnej technologii i efektów specjalnych. Klip został zaprezentowany m.in. podczas konferencji prasowej ukraińskiej delegacji podczas 49. Konkursu Piosenki Eurowizji.

### Występy na żywo: Konkurs Piosenki Eurowizji
Utwór reprezentował Ukrainę podczas 49. Konkursu Piosenki Eurowizji w 2004 roku, zostając wybranym wewnętrznie przez krajowego nadawcę publicznego, Narodową Telekompanię Ukrainy dla Łyżyczko. Kompozycja została zaprezentowana premierowo w lutym podczas maltańskich eliminacji do konkursu – Malta Song for Europe 2004.
Utwór był jednym z głównych faworytów fanów oraz dziennikarzy do zwycięstwa. Podczas koncertu półfinałowego widowiska, który odbył się 12 maja, piosenka zajęła drugie miejsce, zdobywając łącznie 238 punktów, w tym maksymalne noty 12 punktów od Białorusi, Estonii, Litwy i Portugalii. W finale imprezy, który został rozegrany trzy dni później, utwór zdobył największą liczbę 280 punktów, wygrywając cały konkurs. Singiel otrzymał wówczas maksymalną notę 12 punktów od Estonii, Izraela, Islandii, Litwy, Łotwy, Polski, Rosji i Turcji. Podczas występu artystce towarzyszyli tancerze z formacji tanecznej Balet życia, który zaprezentował układ Iriny Mazur będący połączeniem tańca współczesnego i ludowych tańców ukraińskich. Autorka choreografii starała się usunąć granicę między tym, co stare, i tym co nowoczesne, tworząc wyjątkowy taniec. Projektantką strojów, w których wystąpiła reprezentacja, została Roksolana Bohucka. Kilka strojów uszytych zostało u ludowych rzemieślników z Karpat. Występ określany był często jako spektakularny.

## Lista utworów
CD Maxi-single (Comp Music Ltd.)
1. „Wild Dances” – 3:03
2. „Wild Dances” (Instrumental) – 3:03
3. „Hutsul Girl” – 3:52

## Notowania na listach przebojów
| Kraj              | Lista (2004)        | Najwyższe miejsce |
| ----------------- | ------------------- | ----------------- |
| Belgia (Flandria) | Ultratop 50 Singles | 1                 |
| Grecja            | Top 50 Singles      | 1                 |
| Ukraina           | Top 40 Singles      | 1                 |
| Turcja            | Türkiye Top 20      | 2                 |
| Szwecja           | Singles Top 60      | 8                 |
| Izrael            | Singles Chart       | 18                |
| Finlandia         | Singles Top 20      | 20                |
| Szwajcaria        | Singles Top 75      | 24                |
| Belgia (Walonia)  | Ultratop 50 Singles | 25                |
| Holandia          | Singles Top 100     | 30                |
| Niemcy            | Top 100 Singles     | 40                |
| Austria           | Singles Top 75      | 43                |
| Irlandia          | Top 50 Singles      | 44                |
| Wielka Brytania   | Singles Top 50      | 47                |